# Girl (Dannii-Minogue-Album)
Girl ist das dritte Studioalbum der australischen Sängerin Dannii Minogue. Das Album wurde erstmals am 8. September 1997 veröffentlicht und enthält vier Singles: „All I Wanna Do“, „Everything I Wanted“, „Disremembrance“ und „Coconut“. Letztere wurde nur in Australien veröffentlicht.

## Hintergrundinformationen
1995 hat sich Dannii Minogue von ihrem Musiklabel Mushroom Records nach einem Streit getrennt. Ein Album, das in der Produktion war, wurde nie veröffentlicht – bis 1997, als Minogue bei Eternal Records unterzeichnete. Sie begann die Aufnahme ihres dritten Albums Girl. Ihre beiden ersten Alben Love and Kisses und Get into You waren sehr von der Popmusik geprägt, jedoch hat sich Minogue auch für Dance und Clubmusik interessiert.

## Musikkomposition
Das Genre des Albums war unverwechselbar anders als Minogues frühere Arbeiten. Das wurde deutlich mit dem ersten Lied „All I Wanna Do“ gezeigt, das einen betonten Dance-Stil im Gegensatz zum Pop-Stil enthielt. Die anderen Lieder von Girl reichen von reifem Pop („Heaven Can Wait“, „Am I Dreaming?“, „Everything I Wanted“, „It’s Amazing“) bis zu einem mehr Dance-orientierten Stil („Disremembrance“, „Movin’ Up“). Das Album enthielt auch bemerkenswerte Trance-Elemente („So in Love with Yourself“, „If It Moves – Dub It“, „Coconut“) und infundiert Ambient-Klänge („Everybody Changes Underwater“). Einige Lieder enthalten auch starke Anklänge an Electro-Musik.

## Titelliste
| Nr. | Titel                              | Autor(en)                                                                                    | Länge |
| --- | ---------------------------------- | -------------------------------------------------------------------------------------------- | ----- |
| 1.  | All I Wanna Do                     | Brian Higgins, S. McLennan, Tim Powell, Matt Gray                                            | 4:28  |
| 2.  | Heaven Can Wait                    | Higgins, McLennan, Powell, Gray                                                              | 3:40  |
| 3.  | So in Love with Yourself           | Paul Barry, Mark Taylor, Steve Torch                                                         | 5:06  |
| 4.  | Am I Dreaming?                     | Barry, Taylor, Graham Stack, Torch                                                           | 4:10  |
| 5.  | Everybody Changes Underwater       | Dannii Minogue, Ian Masterson, David Green                                                   | 6:36  |
| 6.  | Everything I Wanted                | Minogue, Taylor, Torch                                                                       | 4:38  |
| 7.  | If It Moves – Dub It               | Minogue, Higgins, McLennan, Powell, Gray                                                     | 6:32  |
| 8.  | Disremembrance                     | Masterson, Green                                                                             | 4:06  |
| 9.  | It’s Amazing                       | Higgins, McLennan, Powell, Gray                                                              | 5:05  |
| 10. | Movin’ Up / Coconut (hidden track) | Lars Erlandsson, Fredrik Lenander, Bella Morel, David Kreuger, Per Magnusson / Harry Nilsson | 11:08 |

## Mitwirkende
| - Dannii Minogue – Gesang, Hintergrundgesang, Liedschreiber - Terry Ronald – Hintergrundgesang - Jackie Rawe – Hintergrundgesang - Kylie Minogue – Hintergrundgesang (Lied 3) - Paul Lewis – Hintergrundgesang - Diane Charlemagne – Hintergrundgesang - Suzanne Rhatigan – Hintergrundgesang - Owen Parker – Gitarre - Julian Dunkley – Gitarre - Drew Milligan – Programmierung - Sally Herbert – Streichinstrumente - Margaret Roseberry – Streichinstrumente - Jules Singleton – Violine - Anna Hemery – Violine - Anne Wood – Violine - Anne Stephenson – Violine - Jackie Norrie – Violine - Gini Ball – Violine | - Jocelyn Pook – Bratsche - Claire Orsler – Bratsche - Ellen Blair – Bratsche - Dinah Beamish – Cello - Nick Cooper – Cello - Billy McGee – Kontrabass - Gary Williams – Fretless-Bass - Mark McGuire – Toningenieur - Paul Barry – Liedschreiber - Steve Torch – Liedschreiber - Stuart McLennan – Liedschreiber, Produzent-Assistent, Hintergrundgesang - Tim Powell – Liedschreiber, Produzent-Assistent - Graham Stack – Produzent, Liedschreiber - Brian Higgins – Produzent, Liedschreiber - Matt Gray – Produzent, Liedschreiber - David Green – Produzent, Liedschreiber - Ian Masterson – Produzent, Liedschreiber - Mark Taylor – Produzent, Liedschreiber |